# Keren Peles
Keren Peles (Hebreeuws:קרן פלס ,Yavne'el, 11 maart 1979) is een Israëlische singer-songwriter. 

## Biografie
Peles werd geboren in Yavne'el in het district Noord in 1979. Ze begon haar carrière als songwriter voor verschillende bekende artiesten, waaronder Shiri Maimon en Miri Mesika. Vanaf 2006 bracht ze ook eigen materiaal naar buiten, zo ook haar debuutalbum Im Ele HaChaim dat in 2006 verscheen. Haar eerste drie albums behaalden de gouden status. Sinds 2015 is Peles jurylid bij de talentenjacht HaKochav HaBa. Peles schreef voor het Eurovisiesongfestival 2025 het nummer New Day Will Rise voor Yuval Raphael.

## Discografie

### Albums
- Im Ele HaChaim (2006)
- Maboel (2008)
- Bein HaIr LaKfar (2010)
- Eich SjeHaSjemesj Tisrach (2013)
- Rami Kleinstein Keren Peles (2016)

- Bibliothèque nationale de France: cb16742644s (data)
- International Standard Name Identifier: 0000 0001 1461 2815
- Library of Congress Control Number: no2008122850
- MusicBrainz: 8293bae5-1d33-428f-a210-477444904519
- Nationale Bibliotheek van Israël: 987007302580805171
- SNAC: w68w6mzj
- Virtual International Authority File: 53968191
- WorldCat: E39PBJyMb99YgJDrjYjwXp4Qbd